# Mythos (deutsche Band)
Mythos war der Name einer deutschen Musikgruppe, die von 1969 bis 1980 existierte. Anschließend wurde das Projekt vom Gründungsmitglied Stephan Kaske alleine fortgeführt.

## Geschichte
Mythos wurde 1969 vom Sänger und Multiinstrumentalisten Stephan Kaske, dem Bassisten Harold Weiße und dem Schlagzeuger Thomas Hildebrand in Berlin gegründet. Die autodidaktischen Musiker besuchten das gleiche Gymnasium und veröffentlichten 1971 ihr selbstbetiteltes Debütalbum. Beeinflusst von Pink Floyd, Ash Ra Tempel und Hawkwind zieht das Album Science Fiction und ökologische Themen heran. Dies ist vor allem im letzten Stück Encyclopedia Terrae erkennbar. Nach Veröffentlichung des Albums spielte die Band auf Festivals als Vorgruppe von Family, Colosseum sowie 1971 auf einem Konzert von Humble Pie in Berlin, löste sich nach drei Jahren aber auf.
Anfangs trat die Band noch unter dem Namen Lovely People auf.
Kaske engagierte den Schlagzeuger Axel Brauer und Bassisten Michael Krantz. Obwohl die neue Zusammensetzung über  zwei Jahre an neuen Stücken schrieb und auch live auftrat, kam es nie zur Aufnahme einer Platte, sondern erneut zur Auflösung.
Unter dem Namen Mythos ging Kaske allein bei Cosmic Chorus unter Vertrag und produzierte zahlreiche Fernseh- und Filmsoundtracks, bevor 1975 das Album DreamLab aufgenommen wurde.
1976 erweiterte Kaske die Besetzung um Sven Dohrow an der Gitarre, Eberhard Seidler am Bass und Ronnie Schreinzer am Schlagzeug. Die Band ging zu einem härteren Sound über und veröffentlichte die Alben Strange Guys und Concrete City.
Kaske verließ die Band 1980, um sich auf die Einrichtung seines eigenen Aufnahmestudios in Berlin und seine Soloprojekte zu konzentrieren.
Thomas Hildebrand spielte später bei Metropolis.
Dohrow und Schreinzer gründeten die The Twins, wechselten zu einem Synthiepop-Stil über und hatten eine Reihe kleinerer Hits. Schreinzer startete 2020 das Soloprojekt Nutronixx.

### Wandel zum Soloprojekt
Von 1980 führte Kaske Mythos als Soloprojekt weiter. Es kam zur Veröffentlichung der Alben Quasar and Grand Prix.

## Diskografie

### Alben

#### Band
- 1972: Mythos (Ohr)
- 1975: Dreamlab (Kosmische Musik)
- 1978: Strange Guys (Venus)
- 1979: Concrete City (Venus)

#### Stephan Kaske
- 1980: Quasar (Sky Records)
- 1981: Grand Prix (Sky Records)
- 1994: Sound of Silence & Harmony
- 1997: Wintermezzo – Meditation (Art & Music)
- 1997: Meditation II – Purrr-Symphony (Art & Music)
- 1999: Meditation – Le Printemps Mystique (Art & Music)
- 2000: Meditation – Emerald Summer
- 2000: Feuillage  Meditation (Art & Music)
- 2000: The Dark Side Of (Pastels)
- 2001: The Modern Electronic Kamasutra (Pastels)
- 2004: The Dramatic and Fantastic Stories of Edgar Allan Poe (Membran Music)
- 2006: Mysteria
- 2009: Gallery Concerts (MellowJet Records)
- 2008: Surround Sound Offensive
- 2011: Superkraut: Live at Stagge's Hotel 1976 (Sireena Records)
- 2012: Surround Sound Evolution (Sireena Records)
- 2015: Jules Verne Forever (Groove Unlimited)
- 2016: Jules Verne – Around the World in 80 Minutes (Groove Unlimited)